# Sabine Krapf
Sabine Krapf (ur. 4 czerwca 1964 w Heidenheim an der Brenz) – niemiecka szpadzistka i pięcioboistka reprezentująca też RFN, dwukrotna medalistka mistrzostw świata w szermierce.
Podczas mistrzostw świata w Orleanie w 1988 roku reprezentantki RFN w składzie: Carmen Engert, Eva-Maria Ittner, Sabine Krapf, Renate Riebandt-Kaspar i Ute Schäper zdobyły złoty medal w zawodach drużynowych. W tej samej konkurencji zdobyła też złoto na mistrzostwach świata w Lyonie dwa lata później.
Na mistrzostwach świata w pięcioboju nowoczesnym zdobyła łącznie 11 medali, pięć srebrnych i sześć brązowych. W tym indywidualnie cztery razy stawała na podium: w 1981 roku była druga, a w latach 1984, 1986 i 1987 była trzecia.
Nigdy nie wzięła udziału w igrzyskach olimpijskich.